# Тело балета
Тело балета (енгл. body of the ballet, фр. corps de ballet) је група играча који не спадају у групу балетских солиста. Стални су чланови балетске компаније и понекад помажу око саствљања позоришне сценографије.
Тело балета делује као целина са специфичним покретима на сцени. Понекад стварају специфичне улиге за балет као што су на пример цветови Шчелкунчика.
У класичном балету, женски кордебалет традиционално игра важну улогу. Разноврсни масовни плесови са много сликовитих поза били су од великог значаја у продукцијама Артура Сен Леона - тако да је кореограф био чак и критикован због њихове сувишности. Међу сачуваним наслеђем 19. века су „Молитва вилиса” из II чина балета Жизела (кореографија Жана Коралија у редакцији Маријуса Петипа), „Излазак сенки” из Бајадере и „Слика Нереида” из Успаване лепотице Маријуса Петипа, „Слика лабудова” из Лабудовог језера у поставци Лева Иванова. Она се сматрају ремекделима кореографије.
Александар Горски (Дон Кихот, 1900) и Михаил Фокин (Шехерезада, 1910, Петрушка, 1911) дали су кордебалету потпуно другачију улогу у својим наступима – иновативни кореографи раног 20. века тражили су живу глумачку реакцију од балетских уметника, сценске комуникације, импровизационог односа према ономе што се дешава на сцени – како се то захтевало у драмском позоришту према „школи искуства” Станиславског.

## Функција
Тело балета поставља расположење, сцену и нијансе балета, гради везу и другарство међу члановима балетске дружине и ствара велике сценске слике кроз ансамбл покрет и кореографију.
Тело балета је за плесну трупу као што је кичма за тело: пружа оквир, подршку, контекст и естетску форму. - Плесни магазин
Поред физичке изградње света коју обезбеђује тело балета, оно такође служи као витална одскочна даска за млађе, долазеће играче, где уче о животу компаније и структури класичних балета пре него што их евентуално унапреде као солисте или главне играче.

## Историја
Неки научници тврде да тело балета из деветнаестог века налази своје корене у француским револуционарним хорским свечаностима, које су и саме укорењене у фестивалима из антике.

### „Le petit rats”
Плесачи који су попуњавали тело балета Париске опере често су укључивали ученике, неки од којих са 14 година, од миља познате као les rats или les petit rats. За тај термин постоје многа етимолошка објашњења; међу њима и сугестија Емила Литреа да је израз „demoiselles d'opéra“ (млада дама из опере) скраћен једноставно у „ра“, или веровање да се звук које су шпицасте ципеле балетске трупе производиле на дрвеним подовима просторија за пробе може упоредити са скакањем пацова.
Године 1866, Теофил Готје (аутор Жизеле) објавио је есеј под насловом Le Rat, љубазан и духовит опис навика ових младих плесача.
Пацов је, упркос свом мушком имену ['пацов' је именица мушког рода на француском], изразито женско створење. Наћи ћете их само у Руе ле Пелетиер, на Краљевској музичкој академији, или у Руе Ришер, на часовима плеса; они постоје само тамо; узалуд бисте тражили било где другде на свету. Париз поседује три ствари на којима му завиде све друге престонице: јежа, печурку и пацова. Пацов је позоришни јеж који има све мане уличног јежа, мање добрих особина, и као и овај други производ је Јулске револуције.

Пацов је оно како ми у Париској опери зовемо младе девојке које се обучавају да постану плесачице и које се појављују у сценама масе, позадини, летовима, сценографијама и другим ситуацијама у којима се њихова величина може оправдати ограниченим погледом. Старост пацова варира од осам до четрнаест или петнаест година; шеснаестогодишњи пацов је веома стар пацов, рогат пацов, бели пацов; ово је старо колико икад постану; у овом узрасту су им студије мање-више завршене, дебитовали су, плесали соло, њихово име је исписано великим словима на постеру; дипломирали су као 'тигар' и сада постају балерине прве, друге или треће класе или чланови хора, према својим заслугама или својим покровитељима.
Улога тела током касних 1800-их у Балету Париске опере такође може укључивати доњу страну. Плесна сала у којој су се плесачи загревали пред наступ такође је функционисала као нека врста мушког клуба, где су богати мушки оперски претплатници (arbonnés) могли да послују, друже се и предлагају балерине. Зато што су многи „ситни пацови“ потицали из радничке класе, и због постојећих структура моћи, они би имали финансијски и каријерни подстицај да се повинују наклоностима и пропозицијама ових претплатника. Међутим, вреди напоменути да мало преживелог савременог писања о овој теми бележи искуства или перспективе самих малих пацова, често уместо тога грешећи на страни оговарања.

### 20. век и даље
Балети попут Пламена Париза, који су представљали огромно тело од 24-32 плесача, били су пионири у активној употреби тела балета у приповедању прича.
Током 21. века, захтеви за трупним плесачима су се мењали, позивајући их да буду „свестранији и виртуознији као појединци” и узрокујући да се „суочавају са више емоционалних и физичких изазова него икада, појачаним тешким радним распоредом”. Они су типично међу најслабије плаћеним члановима компаније, и често им није гарантовано запослење током целе године. They are typically among the lowest-paid members of the company, and often not guaranteed year-round employment. Упркос изазовима, многи плесачи у телу балата осећају понос и повезаност са својим положајима: како је рекла Карин Елис-Венц, сада пензионисана плесачица и наставница Јофри балета, „људи морају да знају да можете имати фантастичну каријеру и остати у телу.“

## У медијима
Сликар импресиониста Едгар Дега често је у својим делима представљао играче Балета Париске опере, међу којима су и неки од његових најпознатијих. Укупно је око 1.500 његових слика, монотипија и цртежа посвећено је балету, као и неке скулптуре.